# 카롤루스 왕조

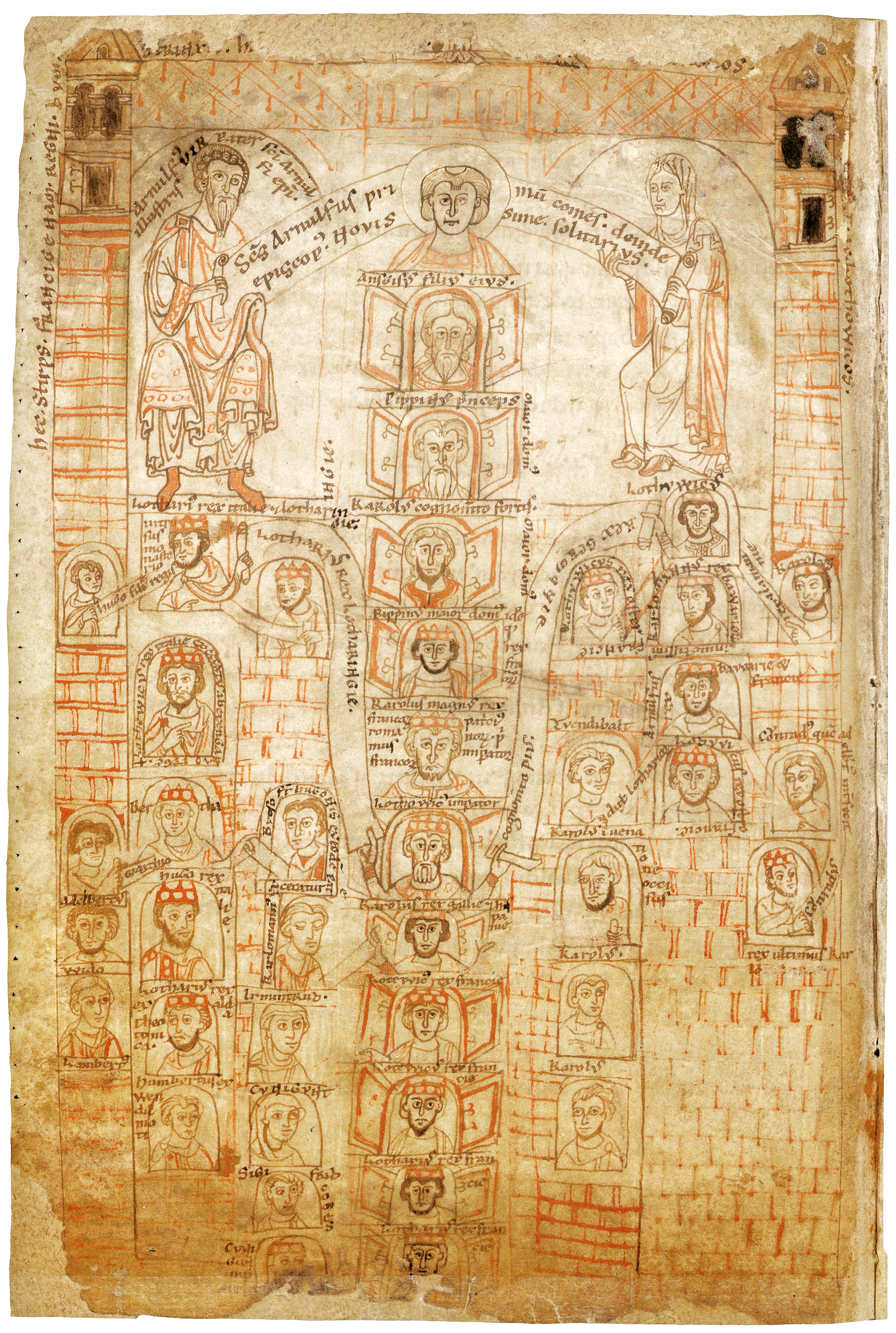
카롤링거 왕조의 가계도

카롤루스 왕조(Carolingian dynasty)는 프랑크족 카롤루스 일족이 세운 왕조이다. 카롤링 가문은 아우스트라시아 출신으로 프랑크 왕국의 전 왕조인 메로빙거 왕조에 종사하는 궁재이었으나, 점차 실권을 잡아 프랑크 왕국의 2번째 왕조를 열었다. 덧붙여 "카롤링"은 현대와 같은 성씨는 아니고 "카를의 후손"이라는 의미이다. 당시 프랑크족을 비롯한 유럽의 민족들은 성씨라는 개념이 없던 시대였다.
751년에서 987년까지 프랑크 왕국이나 그것이 갈라진 동 프랑크 왕국·서 프랑크 왕국·중 프랑크 왕국의 왕을 배출했다. 987년, 서프랑크 왕국의 왕가가 단절되면서 소멸했다.

## 카롤링거 왕조의 군주들
- 대 피핀 (580-639년)

카롤링거 왕조의 시조. 메로빙거 왕조 프랑크 왕국의 분국(아우스트라시아)에서 재상으로 종사했다.
- 그리모알트 1세
- 중 피핀 (640년?-714년)

대 피핀의 외손자. 687년의 텔토리전투에서 프랑크 왕국의 실권을 잡음.
- 그리모알트 2세

중 피핀의 아들
- 드로고 1세
- 테우도알트 (714년)
- 카를 마르텔 (688년?-741년)

중 피핀의 서자. 재상으로서 프랑크 왕국을 통일한다. 732년, 투르 푸아티에 전투에서 우마이야 왕조를 격퇴함.
- 카를로만
- 소 피핀 (714년-768년, 재위751년-768년)

칼 마르텔의 아들. 메로빙거 왕조의 왕을 폐하고 프랑크 왕에 즉위. 교황 스테파노 2세에 라벤나 등을 기증.(피핀의 기증)
- 카를 대제 (742년-814년, 재위 768년-814년)

800년에 교황에 의해 대관. 서로마 제국의 부흥. 카롤링거 왕조 르네상스 시대의 개막.
- 카를로만 2세 (재위 768년~771년)

피핀 3세의 차남
- 소 샤를 (재위: 800년 - 811년)

샤를마뉴의 아들, 네우스트리아의 왕
- 루트비히 1세(경건왕) (재위: 814년 ~ 840년)

817년에 3명의 아들에게 왕국을 분할, 상속시키는 법률을 만들어 사후 프랑크 왕국은 분열한다.

## 같이 보기
- 동프랑크 왕국
- 서프랑크 왕국
- 카롤링거 르네상스